# Municipio de Warren (Minnesota)
El municipio de Warren (en inglés: Warren Township) es un municipio ubicado en el condado de Winona en el estado estadounidense de Minnesota. En el año 2010 tenía una población de 651 habitantes y una densidad poblacional de 7,07 personas por km².

## Geografía
El municipio de Warren se encuentra ubicado en las coordenadas 43°58′36″N 91°46′47″O / 43.97667, -91.77972. Según la Oficina del Censo de los Estados Unidos, el municipio tiene una superficie total de 92.03 km², de la cual 92,03 km² corresponden a tierra firme y (0 %) 0 km² es agua.

## Demografía
Según el censo de 2010, había 651 personas residiendo en el municipio de Warren. La densidad de población era de 7,07 hab./km². De los 651 habitantes, el municipio de Warren estaba compuesto por el 98 % blancos, el 0,61 % eran asiáticos, el 0,61 % eran de otras razas y el 0,77 % eran de una mezcla de razas. Del total de la población el 1,54 % eran hispanos o latinos de cualquier raza.